# Perigramma marcescens
Perigramma marcescens là một loài bướm đêm trong họ Geometridae.